# Xyrichtys verrens
 Xyrichtys verrens és una espècie de peix de la família dels làbrids i de l'ordre dels cipriniformes que es troba al Japó i Taiwan.